# Jardin Emmi-Pikler
Jardin Emmi-Pikler, även benämnd Square Emmi-Pikler, är en park i Quartier de Belleville i Paris tjugonde arrondissement. Parken är uppkallad efter den ungerska pediatrikern Emmi Pikler (1902–1984). Parken hette tidigare Jardin Olivier-Métra efter den franske kompositören Olivier Métra (1830–1889).

## Bilder

Jardin Emmi-Pikler
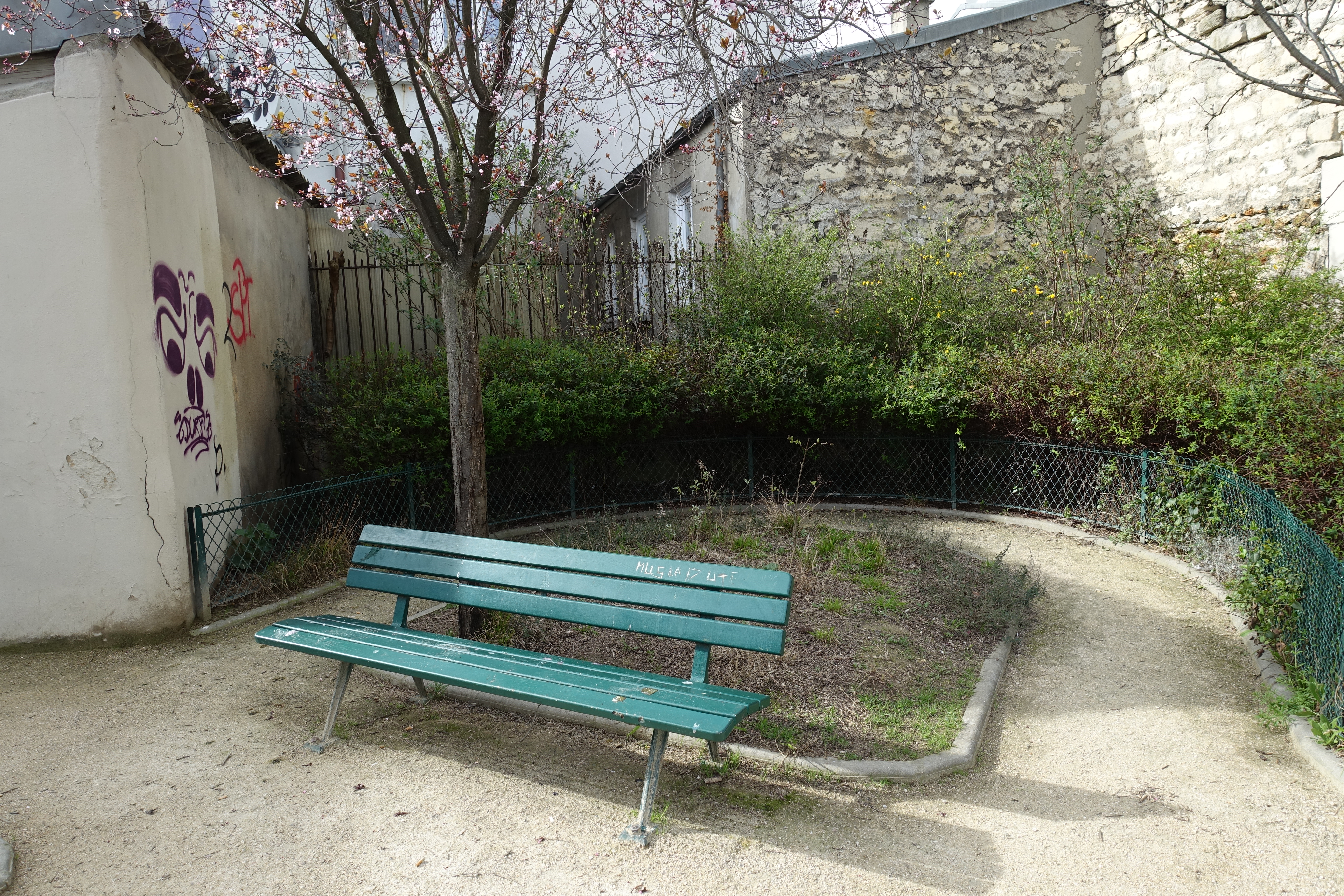
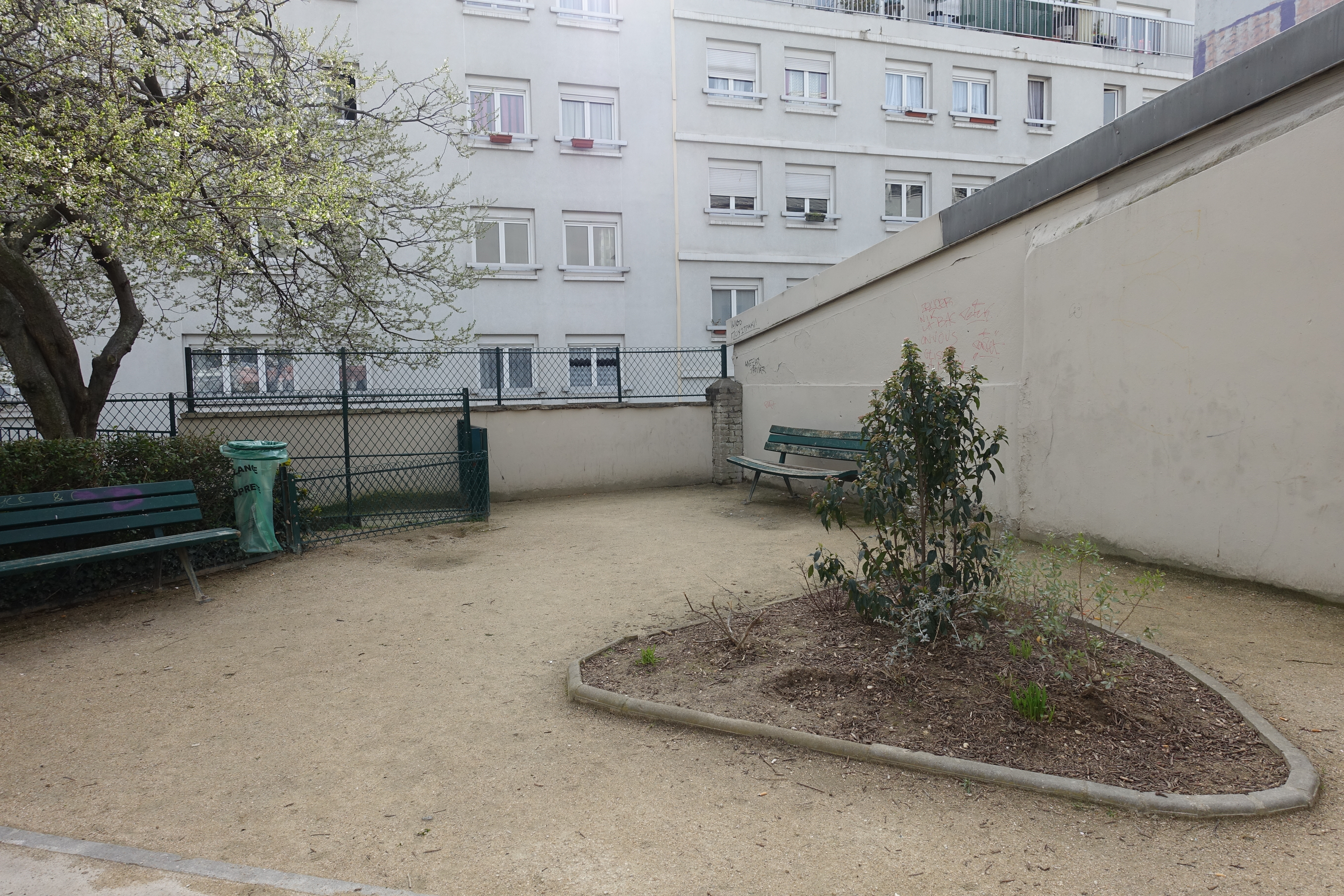
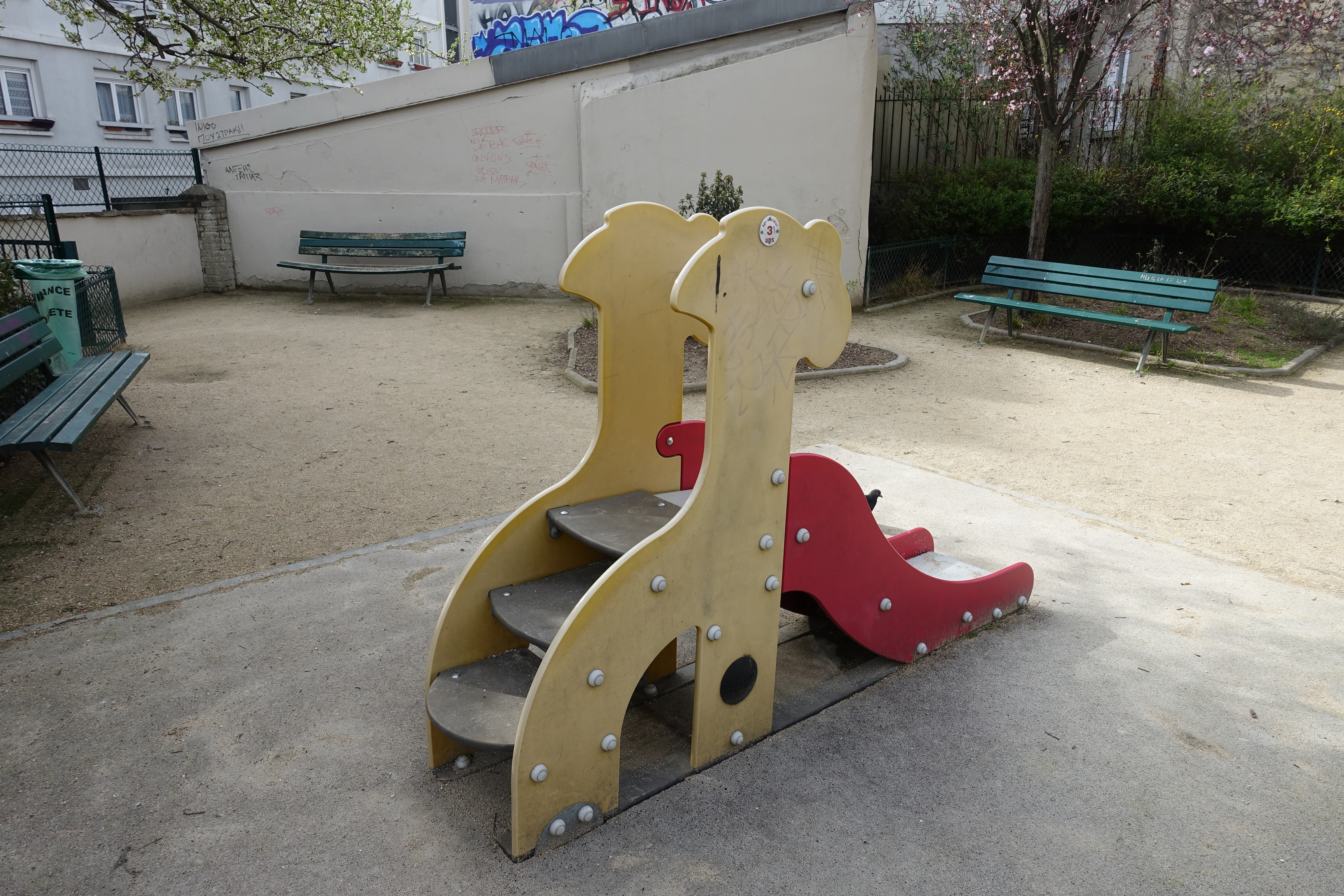

## Omgivningar
- Cœur-Eucharistique-de-Jésus
- Notre-Dame-de-Lourdes
- Impasse des Chevaliers
- Square des Saint-Simoniens

## Kommunikationer
- Tunnelbana – linje  – Télégraphe
- Busshållplats L'Ermitage – Paris bussnät

### Webbkällor
- ”Square Emmi-Pickler”. Paris.fr. https://www.paris.fr/lieux/jardin-emmi-pikler-2716. Läst 29 januari 2023.
- ”Square Emmi-Pickler (20ème arrondissement)”. Les rues de Paris. https://web.archive.org/web/20190926211005/http://www.parisrues.com/rues20/paris-20-square-emmi-pickler.html. Läst 29 januari 2023.